# 戦場のガールズライフ
『戦場のガールズライフ』（せんじょうのガールズライフ）は、吉川トリコによる日本の小説。
2007年にはドラマ化され、クラビット・アリーナ（現・ドラMAXアリーナ）ほか、ホームドラマチャンネルやBSフジでも放送された。

## あらすじ
愛知県名古屋市に生まれ育った坂井珠子は、高校を卒業して上京し、平凡な毎日を過ごしていた。
そんなある日、高校の同級生である小林美深、暮石由美、杉本希奈子が珠子の家に居候し、奇想天外な共同生活（ガールズライフ）を過ごすことになる・・・。

## テレビドラマ
『戦場のガールズライフ』（せんじょうのガールズライフ）はBSフジ、CSのホームドラマチャンネルほかで放送されたテレビドラマ。
ポップでカラフルなセットを横スクロールで見せるという斬新な手法が特徴。日本で初めてTV放送に先駆けてインターネット上で第1話の動画が配信された、ブロードバンド連動製作ドラマ。
元同級生の4人の少女と近隣の住人、勧誘員などによるシチュエーション・コメディ。全20話。

### キャスト
- 坂井珠子：松本まりか
- 小林美深：小松彩夏
- 暮石由美：石坂ちなみ
- 杉本希奈子：EMI
- 松尾卓男：川口真五
- 佐藤ミツル（パブロフ） ：竹井洋介
- Takuto：藤田玲
- 団地妻：白川みなみ
- プロデューサー：坂東工
- 希奈子の母：堂ノ脇恭子
- ナレーション：藤村俊二

### スタッフ
- 監督：高橋洋平
- 脚本：大久保圭介・高橋洋平
- 原作：吉川トリコ（「戦場のガールズライフ」小学館刊）
- 撮影監督：野澤啓
- 照明：河原真一
- 美術：小泉博康
- 撮影：水落俊浩・角直和
- VE：鈴木研二・小林謙一
- 音響効果：西山知史
- 編集：中川正
- MA：スズキマサヒロ
- 衣装プロデュース：飯塚章子
- ヘアメイク：黒澤貴郎・上妻正人
- ラインプロデューサー：原飛香
- プロデューサー：曽根祥子（デスペラード）・石野仁子（株式会社ヴィスタ）
- 企画・制作：株式会社ヴィスタ
- 製作：戦場のガールズライフ製作委員会：デスペラード・衛星劇場・クラビット・アミューズソフトエンタテインメント

### 主題歌・挿入歌
- 『Glasgow Girl』 - （noodles）（オープニングテーマ）
- 『Melow Metallica』 - （EMI）（エンディングテーマ）
- 『bitter friend』 - （noodles）
- 『Ely』- （noodles）
- 『superstar』 - （noodles）
- 『Tomorrow』- （DUSTZ）
- 『Never Again』 - （DUSTZ）

### 各話タイトル
- 第1話　夜、奴らはやってくる
- 第2話　そして奴らは集結した
- 第3話　目玉焼きな朝
- 第4話　パブロフと奥さん
- 第5話　スカンジナビアの赤い花
- 第6話　脂肪遊戯
- 第7話　夢見る乙女と冬の夜のトンネル
- 第8話　恋する男とストーカー
- 第9話　猿の恩返し
- 第10話　芸術突風
- 第11話　お洒落泥棒
- 第12話　トウェンティ・ワン
- 第13話　タイガー&ホース
- 第14話　生れて、すみません
- 第15話　お熱いのがお好き?
- 第16話　夢の奥のもっと奥
- 第17話　奴らはある朝突然に
- 第18話　訪れちゃった変化
- 第19話　スクランブル交差点
- 第20話　さよならガールズライフ

### DVD
- 『戦場のガールズライフ DVD-BOX』（2007年6月22日発売、アミューズソフトエンタテインメント）

#### セルDVD映像特典
（レンタルDVDには収録されていない）
- 特典1：製作記者発表
- 特典2：Nabi番組
- 特典3：オンエア開始前予告
- 特典4：挿入歌『Never Again』Dustz Document
- 特典5：メイキング映像
- 特典6：みんなのNG集!
- 特典7：スペシャル映像　〜由美と希奈子の浴場のガールズライフ〜
一発芸編　完全版／ものまね編／特技編／お便り編／パブロフと卓男の玄関のボーイズライフ